# Bearasay
Bearsay, schottisch-gälisch Bearasaigh, ist eine schottische Insel der Äußeren Hebriden. Sie liegt in der gleichnamigen Council Area und war historisch Teil der traditionellen Grafschaft Ross-shire beziehungsweise der Verwaltungsgrafschaft Ross and Cromarty.

## Geographie
Bearsay liegt in der äußeren Bucht Loch Roag vor der Insel Lewis etwa einen Kilometer nördlich von Flodaigh und 2,5 Kilometer nordwestlich von Little Bernera. Einen weiteren halben Kilometer nordwestlich liegt mit Seanna Chnoc die äußerste Insel der Bucht.
Die schroff aus dem Wasser steigende Felseninsel weist eine maximale Länge von 400 Metern bei einer Breite von 250 Metern auf. Ihre höchste Erhebung ragt 58 Meter über den Meeresspiegel auf.

## Geschichte
Die unbewohnte kleine Felseninsel ist nur schwer zugänglich. Trotzdem, oder gerade deswegen, war sie eine Zeitlang besiedelt. Die auf Lewis and Harris herrschenden MacLeods waren für ihre rauen Sitten bekannt. Durch Jakob VI. erhielten die MacKenzies um 1600 den Auftrag, die Macht über Lewis zu gewinnen (siehe auch Lews Castle). Neil MacLeod, unehelicher Sohn des Clan Chiefs von Lewis, war hierbei als Lokalpatriot eine der Schlüsselfiguren für die MacKenzies. MacLeod zog sich mit rund 40 seiner Männer auf die schwer einnehmbare Insel Bearsay zurück und führte von dort Aktionen zum Schaden der MacKenzies aus. Überlieferungen zufolge lebte MacLeod drei Jahre bis zu seiner Hinrichtung in Edinburgh im April 1613 auf Bearsay. Fundamente von vier Gebäuden sind auf der Insel heute noch sichtbar.